# ماغنوس فون هورن
ماغنوس فون هورن (بالسويدية: Magnus von Horn)‏ هو كاتب سيناريو ومخرج سويدي، ولد في 21 ديسمبر 1983 في غوتنبرغ في السويد.

## الأعمال

### أفلام
| السنة | الفيلم              | عمل في | عمل في        | عمل في |
| السنة | الفيلم              | أخراج  | كتابة سيناريو | منتج   |
| ----- | ------------------- | ------ | ------------- | ------ |
| 2024  | الفتاة صاحبة الإبرة | نعم    | نعم           | لا     |

## روابط خارجية
- ماغنوس فون هورن على موقع IMDb (الإنجليزية)
- ماغنوس فون هورن على موقع ألو سيني (الفرنسية)
- ماغنوس فون هورن على موقع أول موفي (الإنجليزية)
- ماغنوس فون هورن على موقع قاعدة بيانات الأفلام السويدية (السويدية)
- ماغنوس فون هورن على موقع قاعدة بيانات الفيلم (الإنجليزية)
- ماغنوس فون هورن على موقع كينوبويسك (الروسية)